# Pismo pahawh hmong

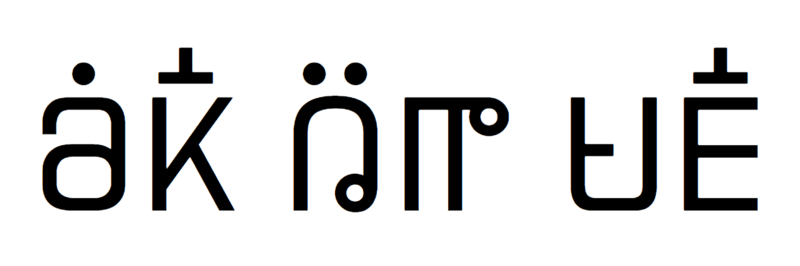
Próbka pisma pahawh hmong

Pahawh Hmong (hmong: Phajhauj Hmoob IPA: pʰâ hâu m̥ɔ́ŋ) – półsylabiczny alfabet, opracowany w 1959 roku przez niepiśmiennego chłopa do zapisu języka hmong. Niewielu Hmongów potrafi się nim posługiwać, lecz jest on dla nich powodem do dumy i stanowi jeden z elementów tożsamości kulturowej.

## Charakterystyka
Zapisywany jest od strony lewej do prawej, ale w obrębie każdej sylaby zapisuje się najpierw samogłoskę, potem dopiero spółgłoskę, czyli w kolejności odwrotnej do ich wymowy. Oznacza to zatem, że każda sylaba zapisywana jest od strony prawej do lewej. Tony oznaczane są przy pomocy znaków diakrytycznych.